# Dicranomyia satura
Dicranomyia satura är en tvåvingeart som först beskrevs av Alexander 1956.  Dicranomyia satura ingår i släktet Dicranomyia och familjen småharkrankar. Inga underarter finns listade i Catalogue of Life.